# Attheyaceae
Famille
Les Attheyaceae sont une famille d'algues de l'embranchement des Bacillariophyta (Diatomées), de la classe des Mediophyceae et de l’ordre des Biddulphiales.

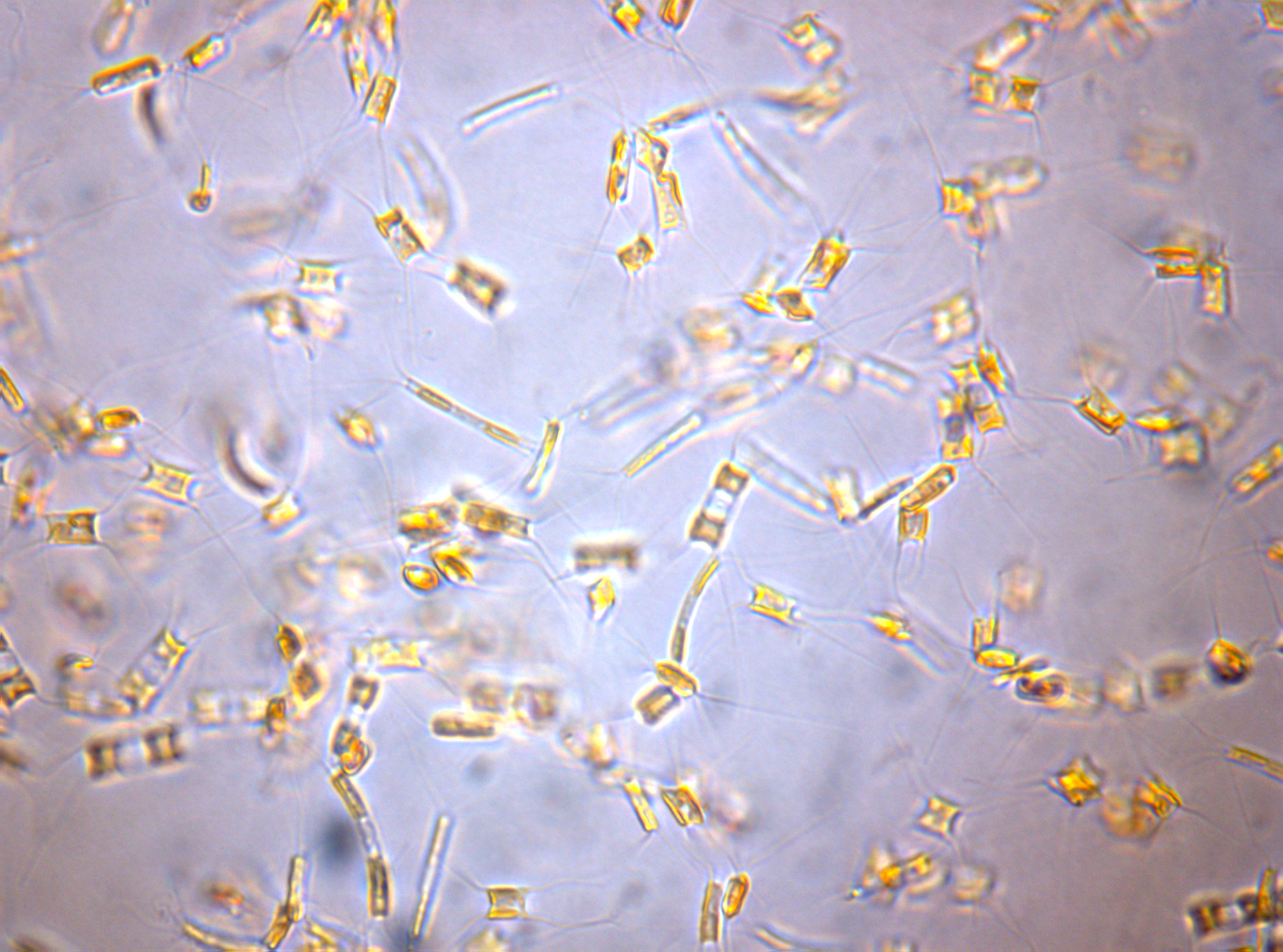
culture d'Attheya longicornis

## Étymologie
Le nom de la famille vient du genre type Attheya, donné par T. West en hommage à un certain « Mr Atthey » qui récolta l'espèce type Attheya decora (en).

## Liste des genres
Selon AlgaeBase (2 août 2022) :
- Attheya (en) T.West, 1860

## Systématique
Le nom correct complet (avec auteur) de ce taxon est Attheyaceae R.M.Crawford & Round, 1990.

## Publication originale
- Round, F.E., Crawford, R.M. & Mann, D.G. (1990). The diatoms biology and morphology of the genera.  pp. [i-ix], 1-747. Cambridge: Cambridge University Press.